# Aloxe-Corton
Aloxe-Corton is een gemeente in het Franse departement Côte-d'Or (regio Bourgogne-Franche-Comté) en telt 181 inwoners (2004). De plaats maakt deel uit van het arrondissement Beaune. Onder de naam Aloxe-Corton wordt tevens een beroemde Bourgogne wijn gemaakt.

## Geografie
De oppervlakte van Aloxe-Corton bedraagt 2,6 km², de bevolkingsdichtheid is 69,6 inwoners per km².
De onderstaande kaart toont de ligging van Aloxe-Corton met de belangrijkste infrastructuur en aangrenzende gemeenten.

## Demografie
Onderstaande figuur toont het verloop van het inwonertal (bron: INSEE-tellingen).